# Запорожский троллейбус
Запорожский троллейбус (укр. Запорізький тролейбус) — сеть общественного транспорта города Запорожье. В 2020 году в хозяйстве насчитывалось свыше шестидесяти  троллейбусов на девяти маршрутах, самый длинный из которых — № 8 «Симферопольское шоссе — завод „Запорожкабель“» — имел протяжённость 45,5 км. Годовой пассажиропоток в 2020 году составил 6,1 млн пассажиров.

## История

### Основание, 1950-е

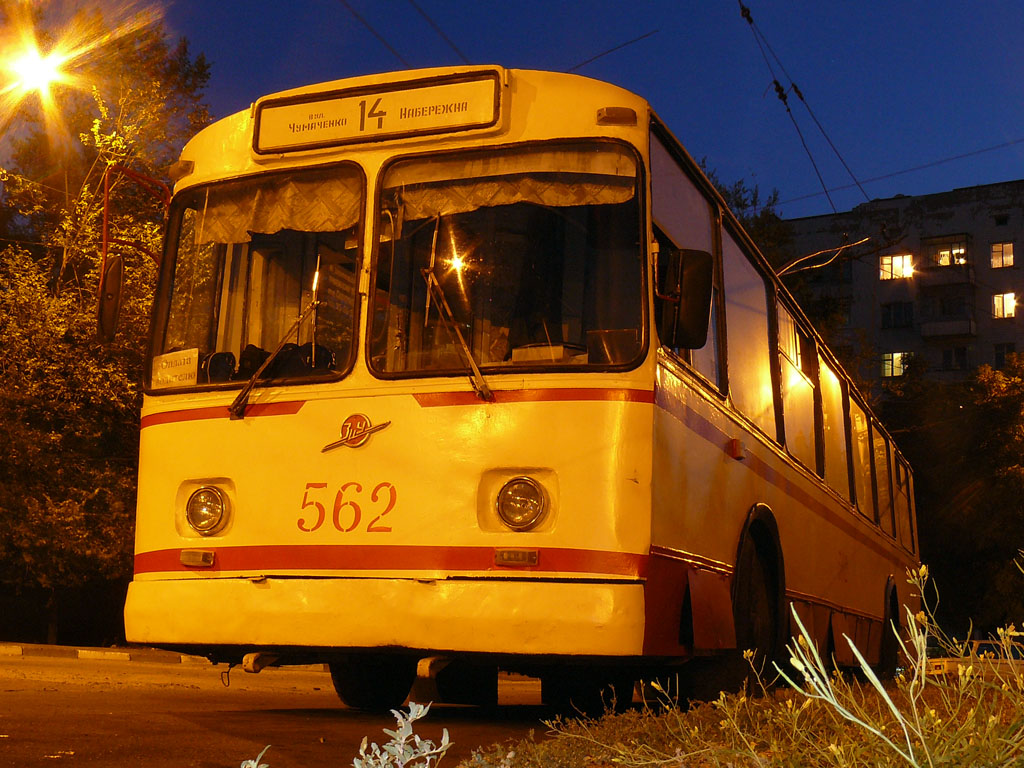
Троллейбус ЗиУ-682Б, старейший в Запорожье. Построен в августе 1975 года

21 мая 1949 года решением горсовета был принят указ о подготовке кадров в составе 23 человек для обслуживания электротранспорта. В октябре — декабре 1949 года было установлено 480 опор 12 км контактной сети. Большую финансовую поддержку в строительстве линии оказало предприятие «Запорожсталь». Первый троллейбусный парк (открытая площадка 300 м2, рядом ангар с единственным токарным станком ДИП-200 и смотровой канавой) находился на территории комбината «Запорожсталь». Этот ангар сохранился до сегодня.
Открытие первой троллейбусной линии, приуроченное к 70-летию И. В. Сталина, состоялось в декабре 1949 года.
25 декабря 1949 года состоялся митинг, приуроченный к пуску первой троллейбусной линии «Запорожсталь — ул. Богдана Хмельницкого». Линия начиналась у главной проходной «Запорожстали», проходила вдоль других заводов в сторону Соцгорода к проспекту Сталина, впоследствии переименованному в проспект Металлургов. Маршрут № 1 соединял 6-й поселок с комбинатом «Запорожсталь». На линию тогда вышло 6 первых троллейбусов МТБ-82Д, однако ежедневно на маршрут выходило 4 машины из 6. Троллейбусный парк располагался на конечной остановке «Запорожсталь». Предприятие стало называться «Запорожское трамвайно-троллейбусное управление» (ЗТТУ).
Первыми водителями запорожских троллейбусов стали
- Волошин Д. А.
- Константинов Н. А.
- Левадний Н. И.
- Пинчук Г. И.
- Хдеев Г. Г.
- Клевцов В. А.
- Сокол В. И.
- Овдиенко И. И.
- Позняков П. М.
- Радчанская Н. Ф.

Водители изучали теорию в Запорожье, а практику проходили в соседнем Днепропетровске.
- В 1950 году было принято решение о строительстве нового маршрута, соединяющего Левый и Правый берег, на что было выделено 3,5 млн рублей[7].
- В 1953 году был построен первый троллейбусный парк в районе Алюминиевого завода на Южном шоссе вместимостью 25 машин, а для подготовки водителей оборудовали специальные технические классы[11].
- 28 апреля 1958 года был открыт маршрут, соединявший центр города (на левом берегу) с правым берегом, через плотину ДнепроГЭС к заводу трансформаторов[7].

### 1960-е
- С 1961 года на дороги города вышли троллейбусы ЗиУ-5[11], основная модель 1960—1970-х гг. В феврале 1961 года троллейбусов этой марки было два, а концу года стало восемь[12]. Большое количество городов отдавало предпочтение именно этой модели. Троллейбусный парк пополняется троллейбусами «Киев-2», «Киев-4» и «Киев-5» производства КЗЭТ (Киевский завод электротранспорта) им. Дзержинского.
- В 1961 году открыта новая 4-километровая троллейбусная линия от проспекта Сталина (будущего Металлургов) на бывшую Вознесенку — к телецентру[12]. По ней был введён маршрут «ЗТЗ — площадь Профсоюзов».
- После возведения дамбы, в 1963 году, был открыт маршрут № 3 «Трансформаторный завод — площадь Советская», который соединил новую и старую части города[13].
- В 1964 году троллейбусный парк № 1 был перестроен на 75 машиномест[7].

### 1970-е

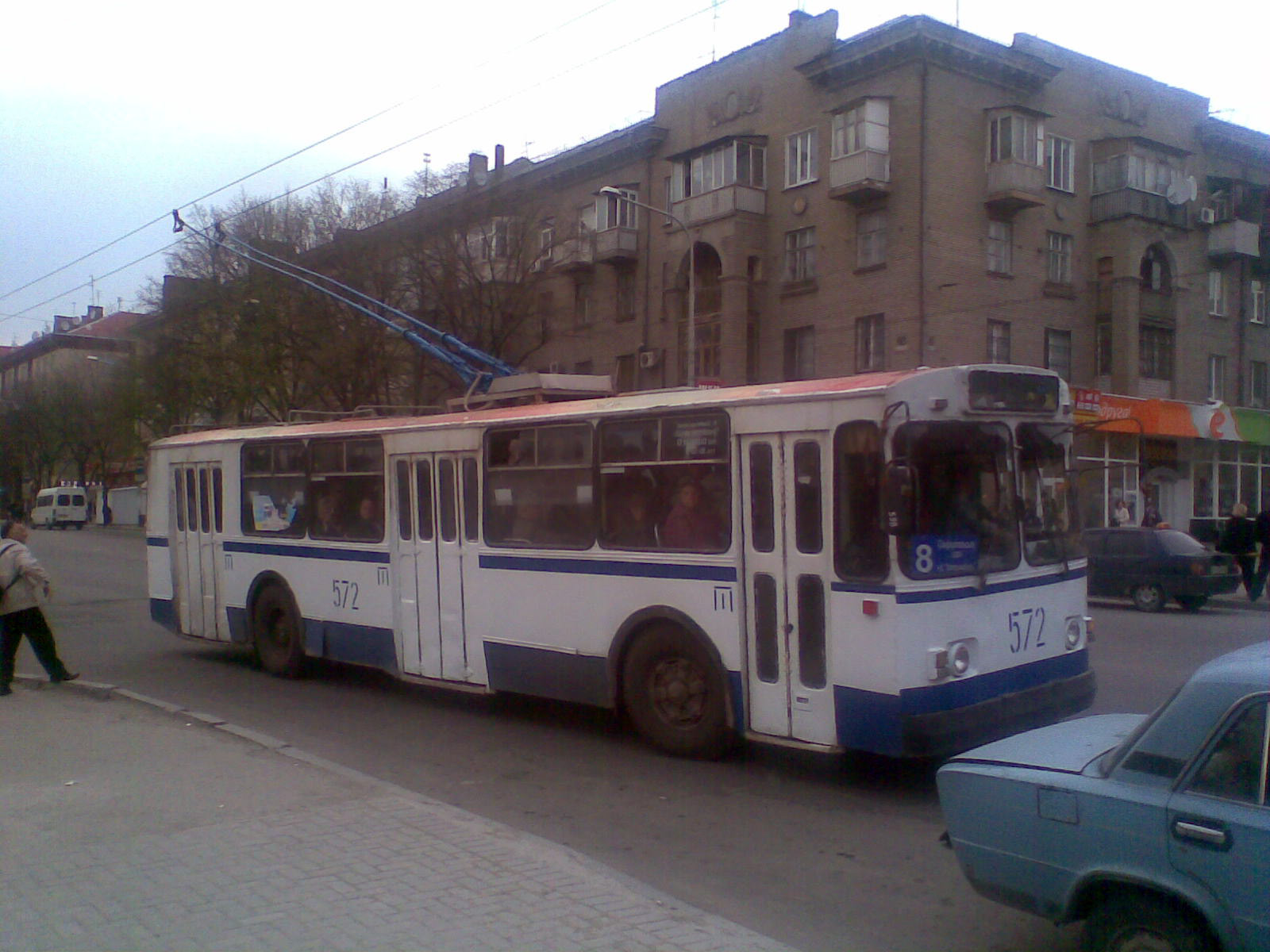
ЗиУ-682В-012 [В0А] на маршруте № 8

- 17 июля 1971 года был открыт троллейбусный парк № 2, рассчитанный на 120 машиномест. Парк был сдан в эксплуатацию и принял 11 машин. На парк было возложено обслуживание маршрутов № 6 и 8[14].
- В 1973 году в город поступили более комфортные троллейбусы ЗиУ-682Б — три двери вместо привычных двух, более современный корпус, больше подходящий для интерьера улиц.
- В 1974 году построена троллейбусная линия на Павло-Кичкас[15].
- В 1975 году построена троллейбусная линию на Правый берег через остров Хортица[16].
- С пополнением парка стало возможным открытие маршрутов № 12 и № 13. Немного спустя, произошло пополнение машинами ЗиУ-682В, которые отличаются от своих предшественниц двумя ступеньками на задней двери.

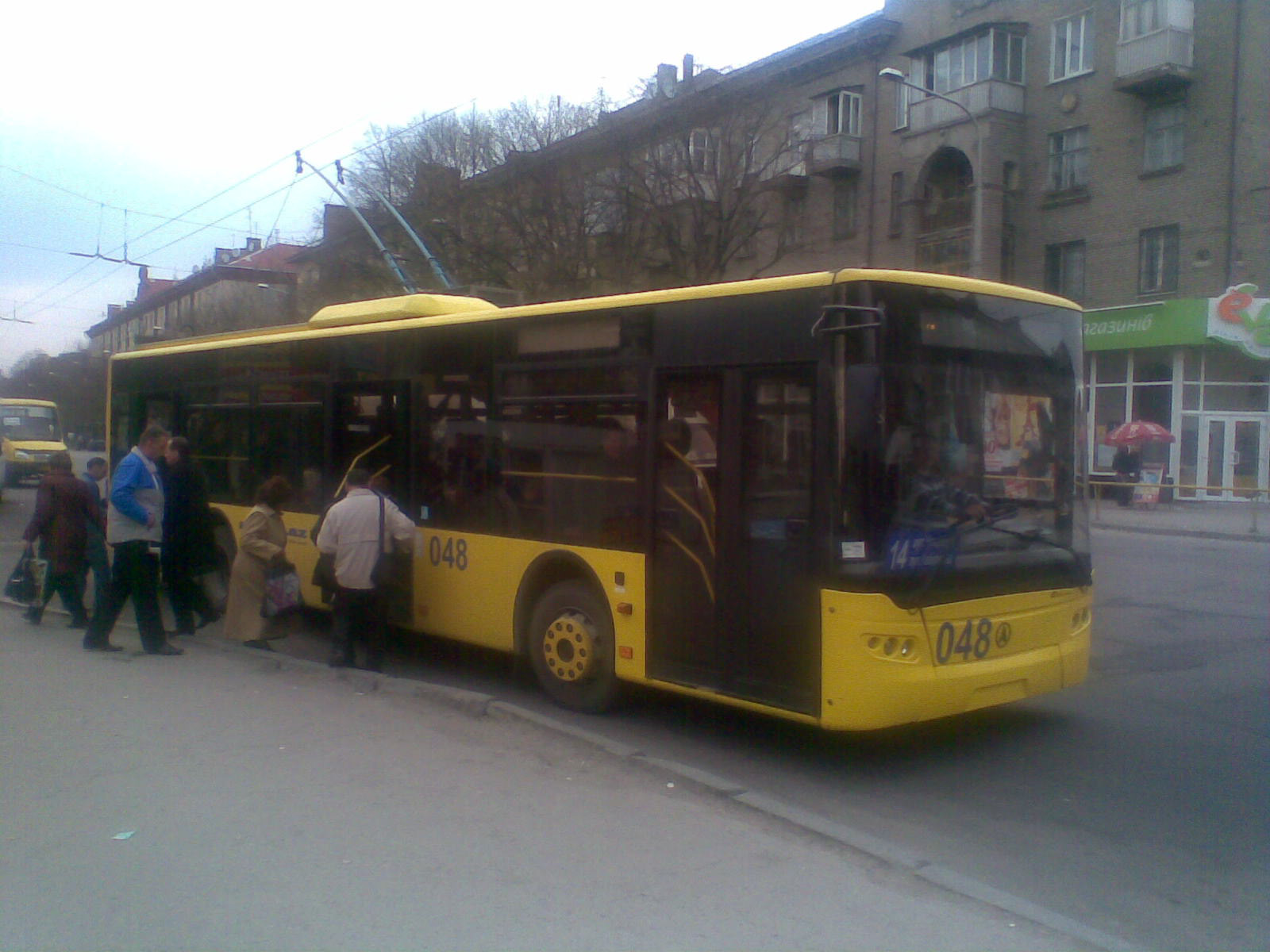
ЛАЗ E183 (№ 048) — последний троллейбус этой модели, который прибыл в Запорожье в 2008 году

| Троллейбусные маршруты по состоянию на 1979 год | Троллейбусные маршруты по состоянию на 1979 год | Троллейбусные маршруты по состоянию на 1979 год | Троллейбусные маршруты по состоянию на 1979 год |
| №                                               | Начальный пункт                                 | Конечный пункт                                  | Примечания                                      |
| ----------------------------------------------- | ----------------------------------------------- | ----------------------------------------------- | ----------------------------------------------- |
| 1                                               | Комбинат «Запорожсталь»                         | Набережная                                      | Через проспект Металлургов                      |
| 2                                               | Вокзал Запорожье II                             | Завод «Преобразователь»                         | Через остров Хортица                            |
| 3                                               | Вокзал Запорожье I                              | ЗТЗ                                             |                                                 |
| 4                                               | Комбинат «Запорожсталь»                         | Набережная                                      | Через площадь Профсоюзов                        |
| 5                                               | Симферопольское шоссе                           | Горсовет                                        |                                                 |
| 6                                               | Симферопольское шоссе                           | Набережная                                      |                                                 |
| 7                                               | Симферопольское шоссе                           | Вокзал Запорожье II                             |                                                 |
| 8                                               | Симферопольское шоссе                           | Завод «Запорожкабель»                           |                                                 |
| 9                                               | Улица Рекордная                                 | Комбинат «Запорожсталь»                         |                                                 |
| 10                                              | Улица Богдана Хмельницкого                      | ДК Огнеупорного завода                          |                                                 |
| 11                                              | Площадь Профсоюзов                              | Арматурный завод                                | Через ДнепроГЭС                                 |
| 12                                              | ЗТЗ                                             | Арматурный завод                                |                                                 |

### 1980-е
- На протяжении 1980-х годов в Запорожье поступало много троллейбусов ЗиУ-682В. В 1981 году открылась вторая линия на Космическом микрорайоне[17].
- В 1984 году на пятнадцати маршрутах протяженностью 172,1 километра было задействовано 230 машин (каждая вместимостью 126 человек), что за год позволяло перевести свыше 70 миллионов пассажиров[9].
- В 1987 году начали поставляться модели ЗиУ-682В0А и ЗиУ-682В0В.
- В 1989 году насчитывалось 185 троллейбусов в двух троллейбусных парках, 172 км троллейбусных линий, ежегодно перевозилось до 85 млн человек[7].

### 1990-е
- В 1990 году город приобрёл 2 сочленённых троллейбуса ЗиУ-683 (№ 629 и № 631).
- В 1991 году в город поступила первая партия троллейбусов ЗиУ-682Г. Отличие этой модели от предыдущих заключалось в особом расположении сидений, которые находятся напротив средней двери: здесь они расположены в ряд по одному. Вторая партия таких же троллейбусов поступила в 1992 году, пополнив парк № 1 на 20 машин, а второй парк на 30. В эти же года были приобретены 9 сочленённых троллейбусов ЗиУ-683.
- В 1992 и 1993 годах в троллейбусный парк № 2 поступили сочленённые троллейбусы ЮМЗ Т1 производства «Южмаш».
- В 1994 году пришла последняя партия троллейбусов ЗиУ-682Г.
- В 1996 году компания «Интергаз» подарила жителям Запорожья 2 новых троллейбуса ЮМЗ Т2 (№ 024 и № 026).
- С 8 января 1997 года был установлен новый тариф оплаты за проезд — цена повысилась с 20 до 30 копеек.
- В апреле 1997 года в «ЗТТУ» была восстановлена должность кондуктора, упразднённая 30 годами ранее. На маршрутах ГЭТ работало около 800 кондукторов. Наряду с билетами, выдаваемыми кондукторами, параллельно имели хождение абонементные талоны.
- С целью дальнейшего совершенствования обслуживания пассажиров с 1 апреля 1997 года оплата за проезд взималась только кондукторами непосредственно в салонах трамваев и троллейбусов. По абонементным талонам пассажиры имели право ездить до 15 апреля. Стоимость проезда составляла 30 копеек. Компостеры в Горэлектротрансе уже демонтировались.
- В 1997 году в двух троллейбусных парках насчитывалось 220 троллейбусов, из которых 65 подлежали списанию. Осуществлялось обслуживание троллейбусных маршрутов 134 выпусками ежедневно. Насчитывалось 176 км троллейбусных линий, 49 подстанций.

| Троллейбусные маршруты по состоянию на 1997 год | Троллейбусные маршруты по состоянию на 1997 год | Троллейбусные маршруты по состоянию на 1997 год | Троллейбусные маршруты по состоянию на 1997 год            |
| №                                               | Начальный пункт                                 | Конечный пункт                                  | Примечания                                                 |
| ----------------------------------------------- | ----------------------------------------------- | ----------------------------------------------- | ---------------------------------------------------------- |
| 3                                               | Вокзал Запорожье I                              | Улица Песчаная                                  |                                                            |
| 4                                               | «Запорожсталь»                                  | Набережная                                      | Через площадь Профсоюзов                                   |
| 5                                               | Улица Чумаченко                                 | Площадь Ленина                                  |                                                            |
| 6                                               | Троллейбусный парк № 2                          | Троллейбусный парк № 2                          | Через кинотеатр «Космос», кольцевой — по внутреннему кругу |
| 7                                               | Троллейбусный парк № 2                          | Вокзал Запорожье II                             |                                                            |
| 8                                               | Симферопольское шоссе                           | Завод «Запорожкабель»                           |                                                            |
| 9А                                              | «Запорожсталь»                                  | «Запорожсталь»                                  | Кольцевой — по внешнему кругу                              |
| 9Б                                              | «Запорожсталь»                                  | «Запорожсталь»                                  | Кольцевой — по внутреннему кругу                           |
| 10                                              | Набережная                                      | Завод «Кремнийполимер»                          |                                                            |
| 11                                              | Улица Седова                                    | Арматурный завод                                |                                                            |
| 13                                              | Набережная                                      | ДК «Запорожогнеупор»                            |                                                            |
| 14                                              | Набережная                                      | Улица Чумаченко                                 |                                                            |
| 15                                              | Улица Чумаченко                                 | Вокзал Запорожье II                             |                                                            |
| 16                                              | Арматурный завод                                | Вокзал Запорожье II                             | Через остров Хортица                                       |
| 17                                              | Бородинский микрорайон                          | Улица Седова                                    |                                                            |
| 18                                              | Бородинский микрорайон                          | Порт им. Ленина                                 |                                                            |
| 19                                              | Арматурный завод                                | Порт им. Ленина                                 |                                                            |
| 20                                              | Симферопольское шоссе                           | Площадь Ленина                                  |                                                            |
| 21                                              | Завод «Запорожкабель»                           | Порт им. Ленина                                 |                                                            |
| 22                                              | Улица Песчаная                                  | Порт им. Ленина                                 |                                                            |
| 23                                              | Вокзал Запорожье I                              | Площадь Ленина                                  |                                                            |

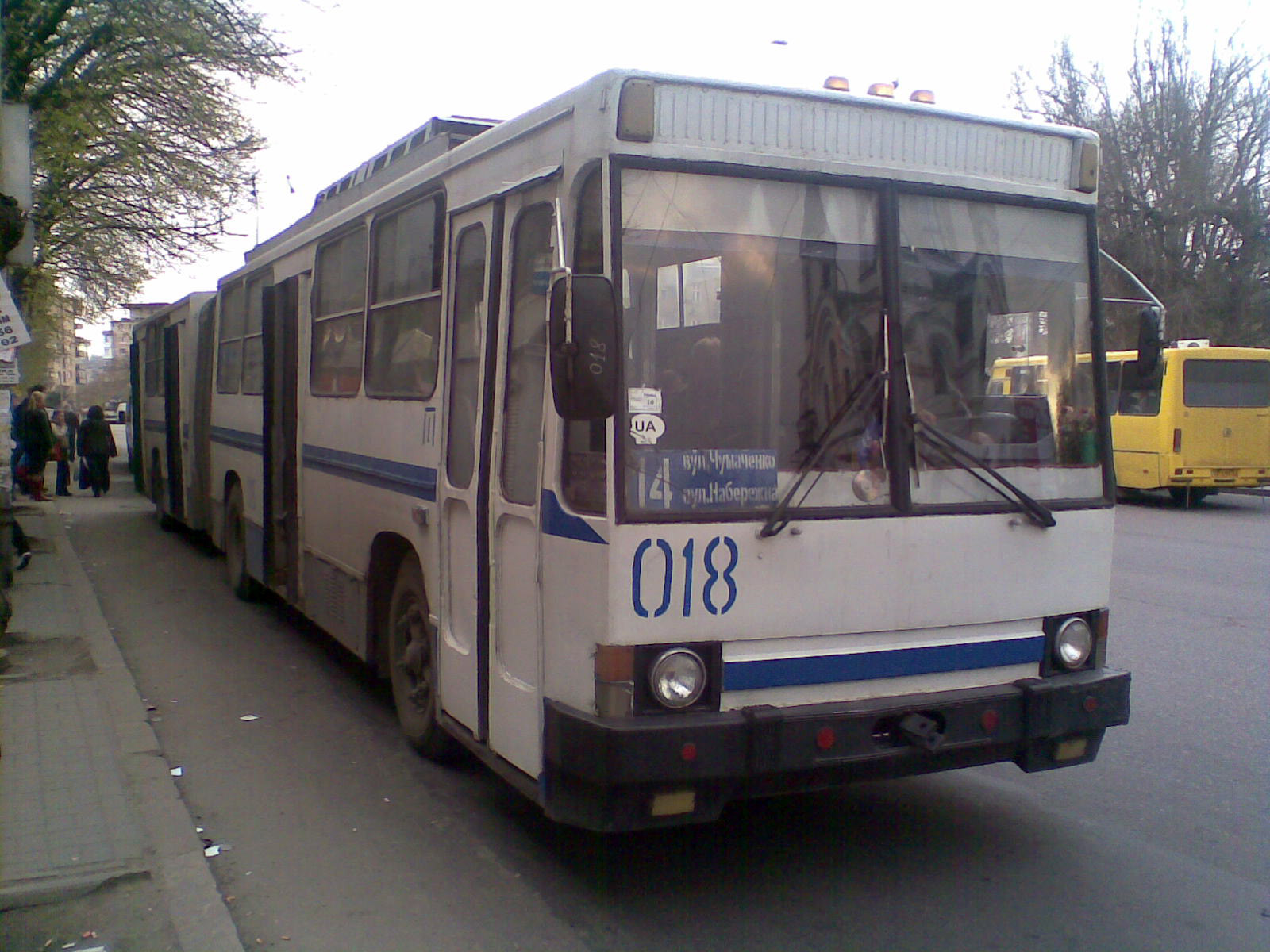
Троллейбус ЮМЗ Т1 на маршруте № 14

По состоянию на 1999 год в 2 троллейбусных парках числилось 219 троллейбусов, из которых 135 ежедневно выходили на линию. Обслуживалось 20 маршрутов. Из всего парка на то время 74 троллейбуса использовались уже более 10 лет, и к концу 1999 года срок эксплуатации выработался у 99 троллейбусов. За день троллейбусами перевозилось около 260 тысяч пассажиров.

### 2000-е
В 2000 году в парк № 2 поступила машина ЮМЗ Т1 (№ 028), ранее работавшая в Киеве под номером 2411.
В мае 2000 года произошли значительные изменения в маршрутной сети. Маршруты № 18, 19, 21, 22 и 23 были отменены. В качестве компенсации был увеличен выпуск на маршруты № 3 (до 15 машин), № 11 (с 8 до 14) и № 17 (с 12 до 18).
Маршрут № 5 был продлён от площади Ленина до Бородинского микрорайона. Маршрут № 11 вернулся на прежнюю трассу следования — через плотину ДнепроГЭС, а через остров Хортицу начал курсировать маршрут № 24 «Вокзал Запорожье II — Арматурный завод» (повторяя трассу следования маршрута № 16 до 1999 года).
| Троллейбусные маршруты по состоянию на май 2000 года | Троллейбусные маршруты по состоянию на май 2000 года | Троллейбусные маршруты по состоянию на май 2000 года | Троллейбусные маршруты по состоянию на май 2000 года       |
| №                                                    | Начальный пункт                                      | Конечный пункт                                       | Примечания                                                 |
| ---------------------------------------------------- | ---------------------------------------------------- | ---------------------------------------------------- | ---------------------------------------------------------- |
| 3                                                    | Вокзал Запорожье I                                   | Улица Песчаная                                       |                                                            |
| 4                                                    | Комбинат «Запорожсталь»                              | Набережная                                           | Через площадь Профсоюзов                                   |
| 5                                                    | Улица Чумаченко                                      | Бородинский микрорайон                               |                                                            |
| 6                                                    | Троллейбусный парк № 2                               | Троллейбусный парк № 2                               | Через кинотеатр «Космос», кольцевой — по внутреннему кругу |
| 7                                                    | Троллейбусный парк № 2                               | вокзал Запорожье II                                  |                                                            |
| 8                                                    | Симферопольское шоссе                                | Завод «Запорожкабель»                                |                                                            |
| 9А                                                   | Комбинат «Запорожсталь»                              | Комбинат «Запорожсталь»                              | Кольцевой — по внешнему кругу                              |
| 9Б                                                   | Комбинат «Запорожсталь»                              | Комбинат «Запорожсталь»                              | Кольцевой — по внутреннему кругу                           |
| 10                                                   | Набережная                                           | Завод «Кремнийполимер»                               |                                                            |
| 11                                                   | Улица Седова                                         | Арматурный завод                                     | Через ДнепроГЭС                                            |
| 13                                                   | Набережная                                           | ДК «Запорожогнеупор»                                 |                                                            |
| 14                                                   | Набережная                                           | Улица Чумаченко                                      |                                                            |
| 15                                                   | Улица Чумаченко                                      | Вокзал Запорожье II                                  |                                                            |
| 16                                                   | Арматурный завод                                     | Вокзал Запорожье II                                  | Через ДнепроГЭС                                            |
| 17                                                   | Бородинский микрорайон                               | Улица Седова                                         |                                                            |
| 20                                                   | Симферопольское шоссе                                | Площадь Ленина                                       |                                                            |
| 21                                                   | Завод «Запорожкабель»                                | Речной порт им. Ленина                               |                                                            |
| 24                                                   | Вокзал Запорожье II                                  | Арматурный завод                                     | Через остров Хортица                                       |

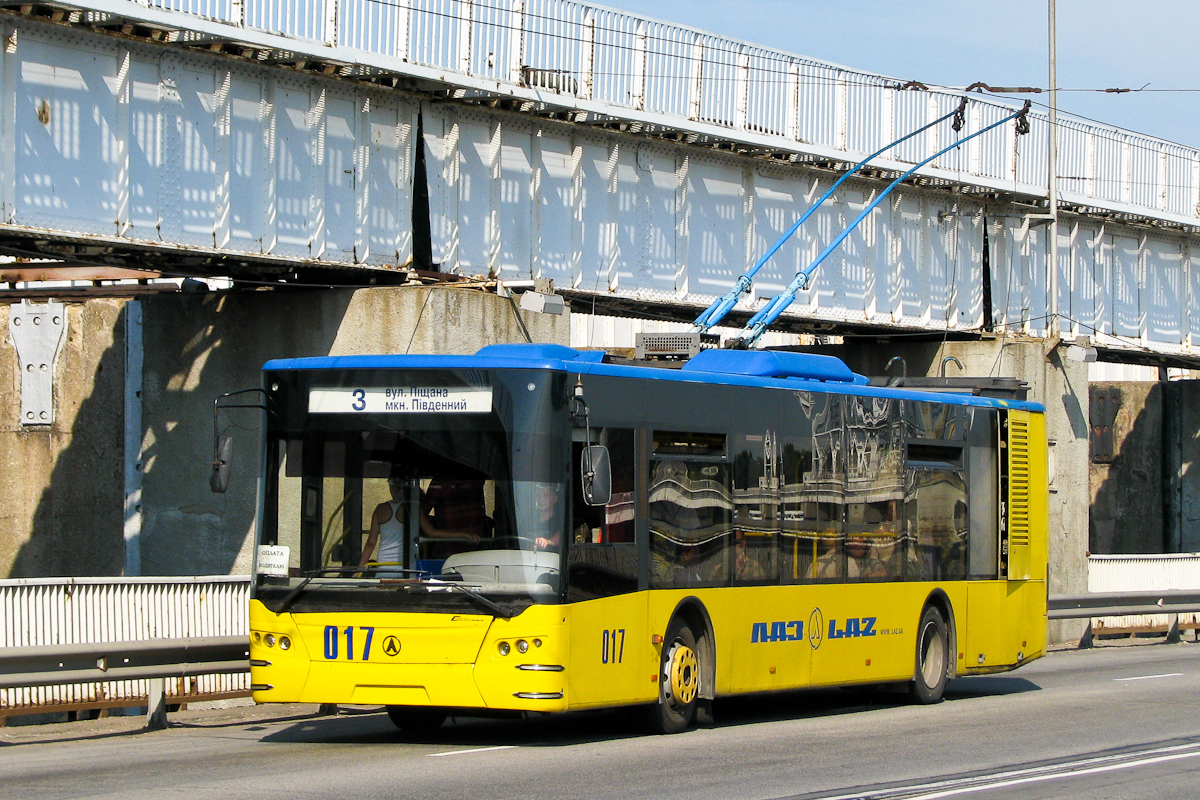
ЛАЗ E183 следует по ДнепроГЭСу

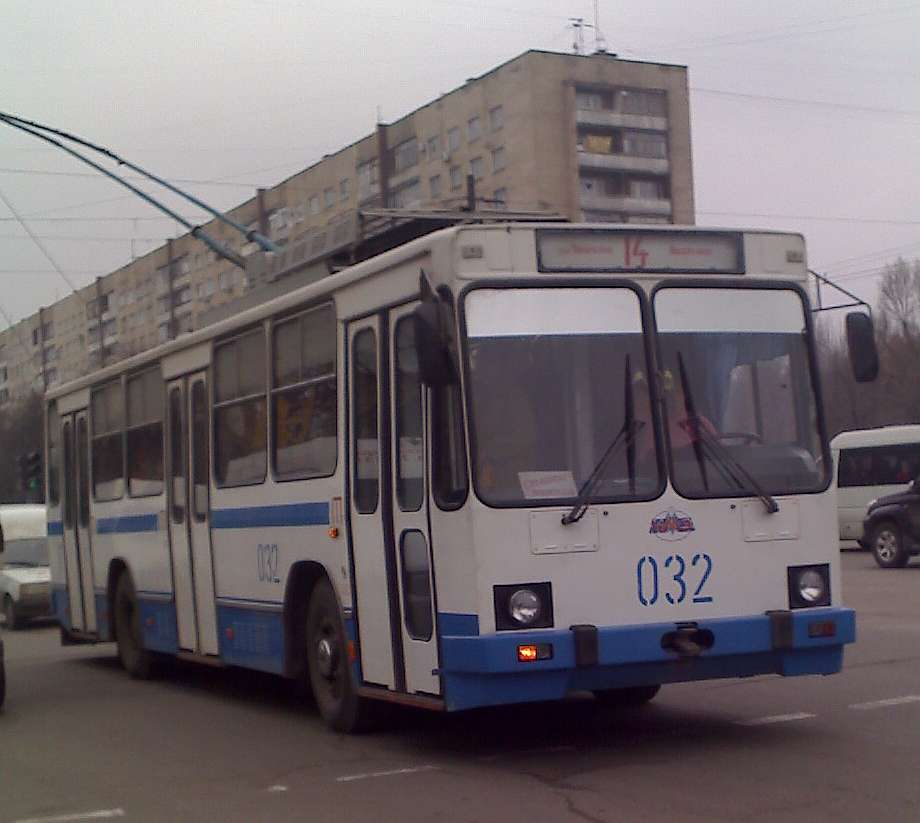
ЮМЗ T2 на главном проспекте города

В середине 2001 года был закрыт маршрут № 21. На маршрут № 8 было выпущено в 2 раза больше машин (16 штук). Маршрут № 20 был переведён на пиковое функционирование.
24 августа 2001 года на день Независимости Украины была открыта 1-я очередь троллейбусной линии на Южный микрорайон — от вокзала Запорожье I по улицам Луначарского (Привокзальной) и Новокузнецкой до кольца на пересечении с улицей Автозаводской. 6 октября 2001 года в День города была открыта 2-я очередь. Весь проект обошёлся в 14 млн грн. С открытием линии маршрут № 3 был продлён до новой конечной. На маршрут стали выпускать 18 машин, а позже 20. Причем только 2 из всех были пиковыми.
В декабре 2001 года появились троллейбусы, которые ходили по пробному маршруту «4-й Южный микрорайон — Набережная». Испытание нового маршрута шло около 5 месяцев, но не было результативно. Материальные проблемы и нехватка подвижного состава не позволили маршруту присвоить номер, как это планировалось.
В этом же году из-за аварийного состояния Арочного моста, соединявшего Правый Берег с островом Хортица прекратилось движение всех транспортных средств по нему, в том числе и троллейбуса № 24. Линию демонтировали. В июне 2003 мост был открыт, но троллейбусная линия там так и не была восстановлена.
С 2002 года начинается кризис на предприятии. В 2002 году машины троллейбуса № 20 переводят на маршрут № 20А «Симферопольское шоссе — Арматурный завод». Спустя некоторое время маршрут № 20А убирают. На маршрут № 5, который соединяет концы города было решено выпустить 30 машин, оставив только 6 машин на № 17.
В марте 2002 года закрыли маршрут № 15. Днём на троллейбусах этого маршрута трудно было увидеть хотя бы на четверть заполненный салон. В пиковое время он теперь не требовался из-за возросшего количества машин на маршрут № 5. С маршрута № 14 сняли несколько машин по причине все той же пятерки.
КП «Запорожэлектротранс» решили поэкспериментировать с обслуживанием маршрута двумя парками. Эксперимент решили проводить на маршруте № 5. 10 машин с парка № 1 и 20 машин с парка № 2 стали успешно обслуживать линию. Теперь не требовалось выпускать машины на маршрут очень рано, с тем расчетом, чтобы первая машина в 7:30 уже совершила один круг, и успела доставить вовремя школьников и рабочих, поскольку оборотное время маршрута № 5 составляло 160 минут.
В декабре 2002 года был введён так называемый «С-Маршрут» — маршрут № 8.
20 машин прошли капитальный ремонт (отремонтировали салоны и покрасили в фирменную окраску), выкрасили в сине-жёлтый цвет, нанесли логотипы пива «Славутич». Для запорожцев это стало настоящим подарком — каждое первое воскресенье месяца до весны 2004 года проезд в троллейбусах «С-Маршрута № 8» был бесплатным.

В начале 2003 года на улицы стали показываться арендные троллейбусы (маршрут № 3, выпуски второго парка — 6 штук). На недавно появившийся маршрут № 25 «ул. Чумаченко — Арматурный завод» тоже стали пускать аренду. Правда, за все время существования этого маршрута, а это где-то 3 месяца, там всегда присутствовало 1-3 машины, не более, несмотря на то, что оборот составлял почти 3 часа. Тем не менее аренда, хоть и не в большой мере, но прижилась.

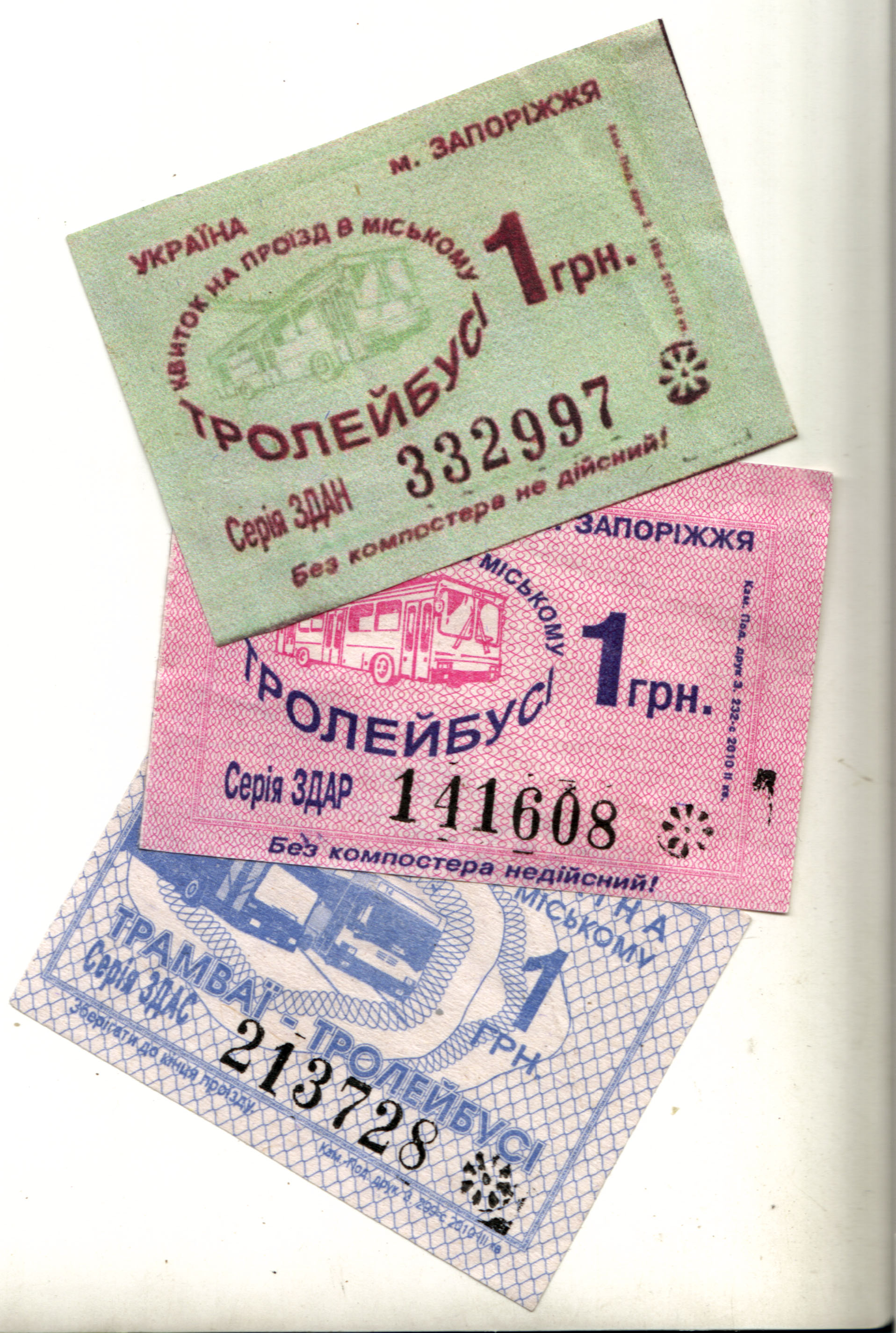
Билеты стоимостью 1 грн.

11 марта 2003 года измученные невыплатой зарплаты за 6 месяцев работники устроили забастовку — не вышли на маршруты. Уже на второй день вопрос был решён, и в обед на маршруты вышли все, кому было положено.
Летом 2003 года в парк № 2 поступил троллейбус ЮМЗ Т1 № 030, который в Киеве работал под № 4403 и был направлен в Запорожье после ремонта.
Летом 2003 года маршруты № 7, 9А, 9Б, 14 были переведены на функционирование без кондукторов. Однако, ввиду низкой культуры оплаты, водители были вынуждены работать за кондукторов. Троллейбусы этих маршрутов впускали пассажиров через переднюю дверь, как и во многих автобусах Запорожья.
В марте 2004 года был закрыт маршрут № 5. На момент закрытия выпуск составлял 2 единицы.
На 17-м осталось работать 6 машин, 4 из которых — пиковые.
17 марта 2004 года исполнительный комитет Запорожского городского совета принял решение о закрытии трамвайной линии на проспекте Ленина на участке от порта им. Ленина до универмага «Украина».
Компенсацией послужило:
- увеличение выпуска троллейбусов с 74 единиц до 95 единиц (из которых 58 — полно-дневные, остальные — пиковые);
- строительство троллейбусной линии от проспекта Ленина до речного порта по закрытой линии трамвая;
- закупка 7 новых троллейбусов ЮМЗ Т2.

В апреле 2004 года промышленными предприятиями было приобретено 5 новых троллейбусов. Три из них — № 001 (приобретён предприятием «Запорожтрансформатор»), № 003 и 005 (приобретены комбинатом «Запорожсталь») пошли в парк № 1. Два других — № 032 («Мотор Сич») и № 034 («Днепроспецсталь») — в парк № 2. 9 Мая было презентовано ещё 2 машины, приобретённых городом, которые пошли в парк № 2. Машины № 036 и 038 были украшены надписями «С Днем Победы!». Стоимость одного троллейбуса ЮМЗ Т2 составила 537 тыс. грн.
На 26 октября 2004 года на балансе двух троллейбусных парков числилось 197 машин, из которых 11 ЗиУ-683, 12 ЮМЗ Т1, 10 ЮМЗ Т2 и 164 ЗиУ-682.

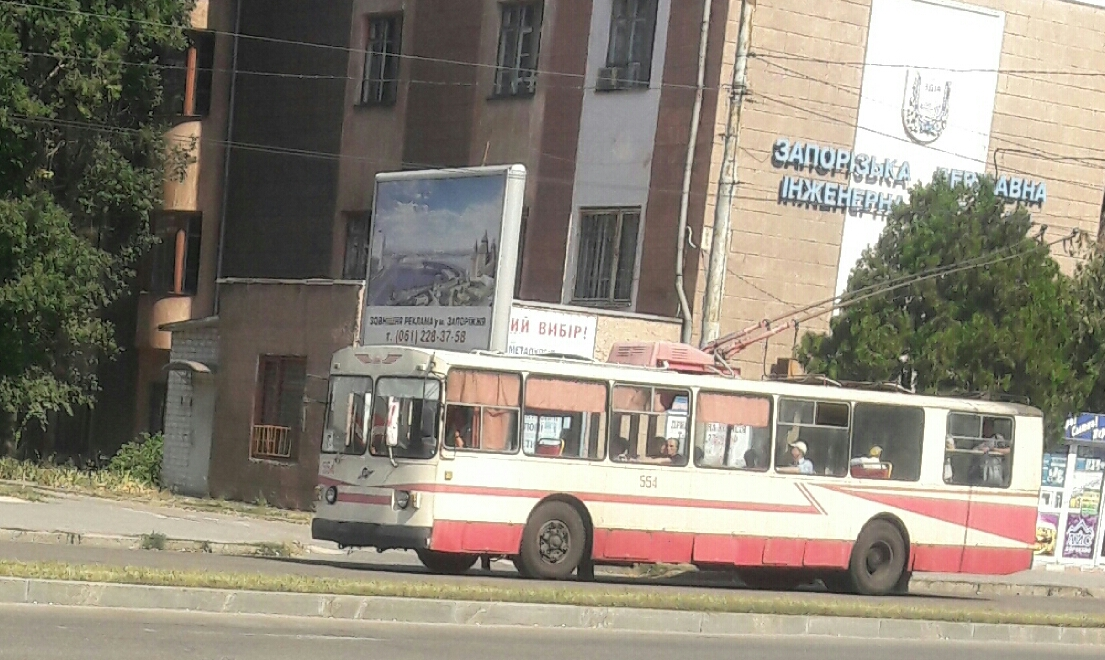
ЗиУ-682В № 554 на маршруте № 8

На начало 2006 года в троллейбусных парках Запорожья было прописано около 170 троллейбусов, из которых 25—35 машин не использовалось. Помимо плановых ремонтов предприятие осуществляло и капитально-восстановительные на ВРМ в трамвайном депо № 1. Через ВРМ за 2005 год прошло около 15 машин, и за 4 месяца 2006 года ещё 10 машин.
В последние дни декабря 2005 года и все зимние месяцы 2006 года по городу проходила проба низкопольного троллейбуса ЛАЗ E183 с бортовым № 2040 (полученным в Донецке, где использовался до Запорожья). Городские власти одобрили машину и пообещали купить 20 таких машин для города, но уже к лету 2006 года поменяли мнение в пользу троллейбуса МАЗ-103Т. После провала договора между Минским автомобильным заводом и городом о поставке 12 троллейбусов МАЗ, вновь городские власти провели тендер, победителем которого стал ЛАЗ. К концу года в город прибыло 6 машин ЛАЗ E183, которые отправили в первый парк (№ 007, 009, 011, 015, 017, 019). Машине с бортовым № 019 ранее был присвоен № 013, но в связи с участившимся попаданием данной машины в различные ДТП, было решено изменить номер на 019.
Благодаря увеличению количества машин (с ВРМ также постоянно прибывают ремонтированные машины — в среднем 1-2 в месяц) стало возможным возобновление маршрутов № 5, 16, 20, 26 — всё это было сделано в период с начала до лета 2007 года. Маршрут № 16 закрыли уже в августе 2007 года за ненадобностью.

В 2007 году была принята Программа развития горэлектротранспорта в Запорожье на 2007—2015 гг.

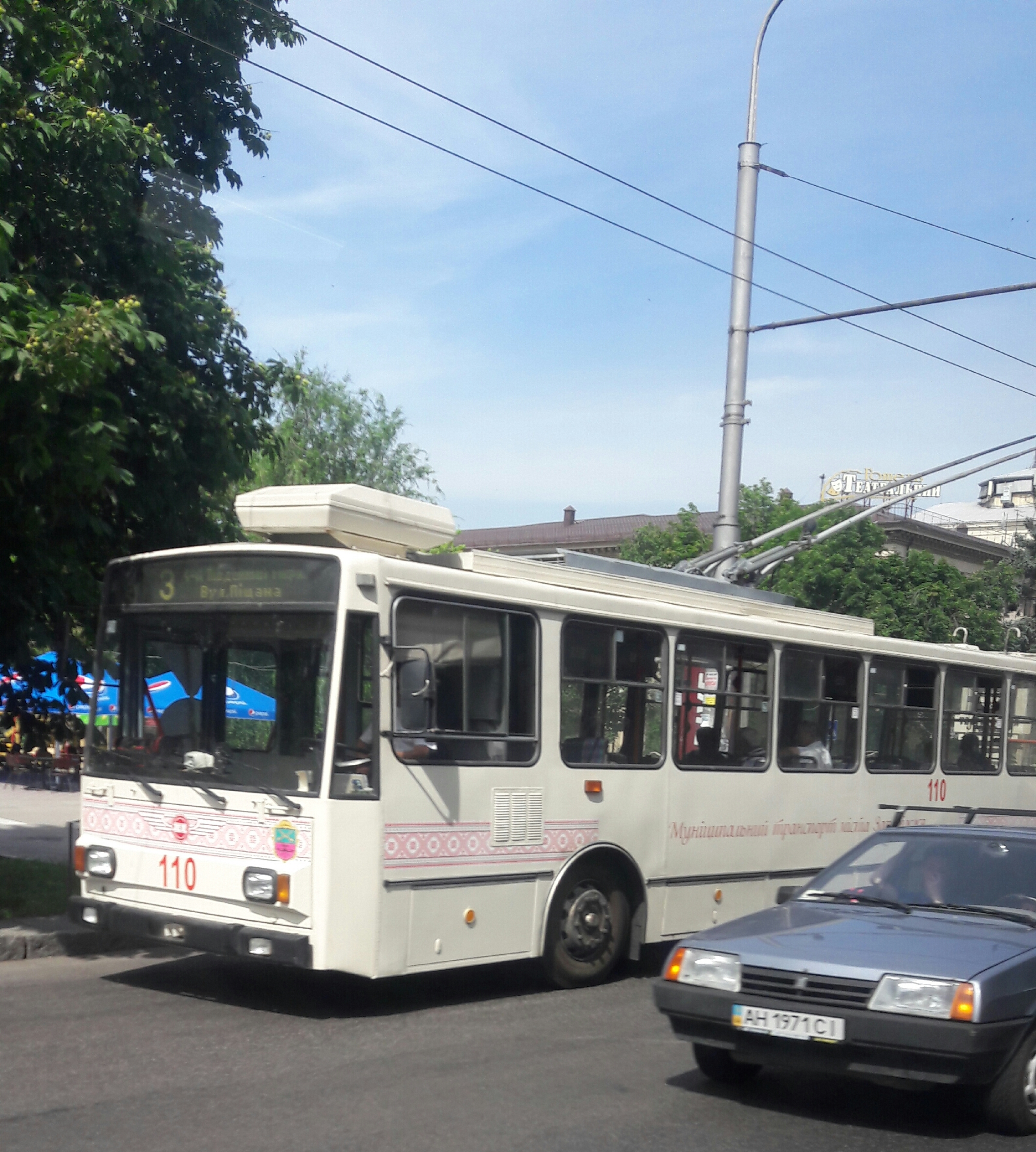
Škoda 14Tr № 110 на маршруте № 3

В августе — ноябре 2007 года в троллейбусный парк № 2 поступило ещё 4 троллейбуса ЛАЗ E183, которые получили номера 040, 042, 044, 046.
5 октября 2008 года в троллейбусный парк № 2 прибыл ещё один троллейбус ЛАЗ E183, которому присвоен номер № 048.
С 1 августа 2008 года стоимость проезда составила 1 грн.
С 3 по 5 сентября 2009 года на маршрутах города тестировался троллейбус Богдан Т60111. Город не приобрёл ни одного троллейбуса данной модели.
По состоянию на 2009 год протяжённость троллейбусных маршрутов составляла 264 км, ежедневно работало 105—110 троллейбусов. Пассажирооборот за год оценивался в 33 млн пассажиров, в том числе льготных категорий — более 21 млн человек.

### 2010-е
С 29 марта 2010 года в запорожские троллейбусы вернулись компостеры.
Троллейбусное движение по улице Победы было прекращено в декабре 2010 года в связи с подготовкой к строительству путепровода. Тогда же была демонтирована контактная сеть на пересечении ул. Победы, ул. Сергея Тюленина и проспекта Металлургов.
С 5 апреля 2011 года проезд подорожал до 1,5 грн.

1 ноября 2011 года запущен маршрут № 23 «Площадь Ленина — 4-й Южный микрорайон» в качестве эксперимента, при этом уменьшено количество выпусков на маршрутах № 3 и 8. Однако с 1 декабря 2011 года маршрут отменили в связи с его неэффективностью.

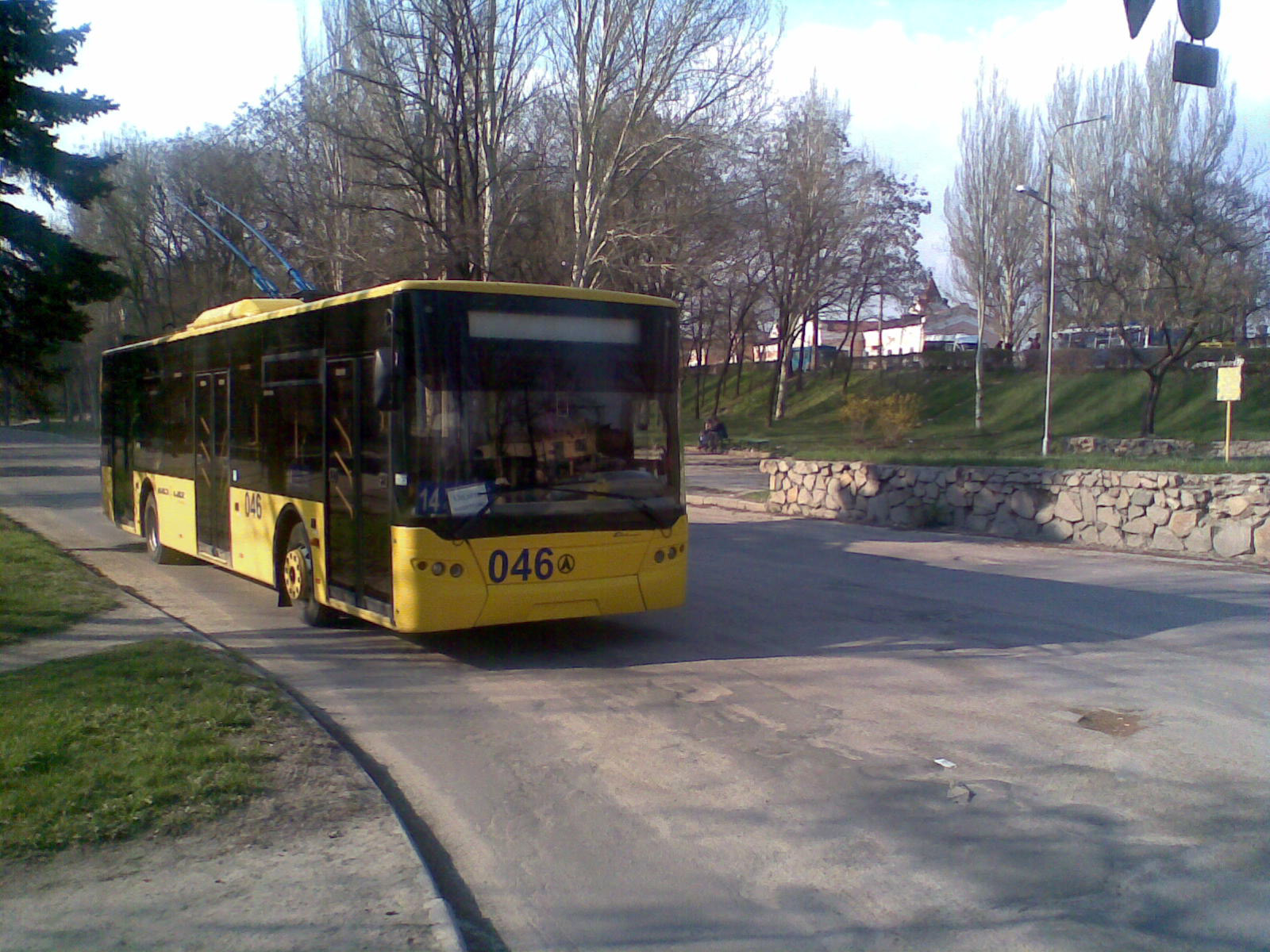
ЛАЗ E183

С 11 августа 2014 года стоимость проезда была повышена до 2 грн.
На участке от остановки «Южэлектромонтаж» до металлургического комбината «Запорожсталь» контактная сеть была повреждена упавшими деревьями во время урагана в сентябре 2014 года, восстанавливать не стали и, ввиду отсутствия регулярного движения троллейбусов маршрутов № 9А и 9Б, была полностью демонтирована.
В 2015 году общая протяжённость маршрутов составила 233,5 км, в среднем в день на маршруты выходило 50 троллейбусов.
В июне 2015 года работники службы электрохозяйства КП «Запорожэлектротранс» приступили к работам по восстановлению контактной сети на улице Победы. В конце июля восстановлена контактная сеть на участке от проспекта Металлургов до бульвара Шевченко.
20 июля 2015 года на кольце возле остановки «Южэлектромонтаж» была изменена конфигурация контактной сети. В рамках подготовки к возобновлению троллейбусного движения по улице Победы было смонтировано разворотное кольцо для использования троллейбусами маршрута № 9.
28 июля 2015 года было возобновлено движение троллейбусов по маршруту № 13 Набережная — ДК «Запорожогнеупор».

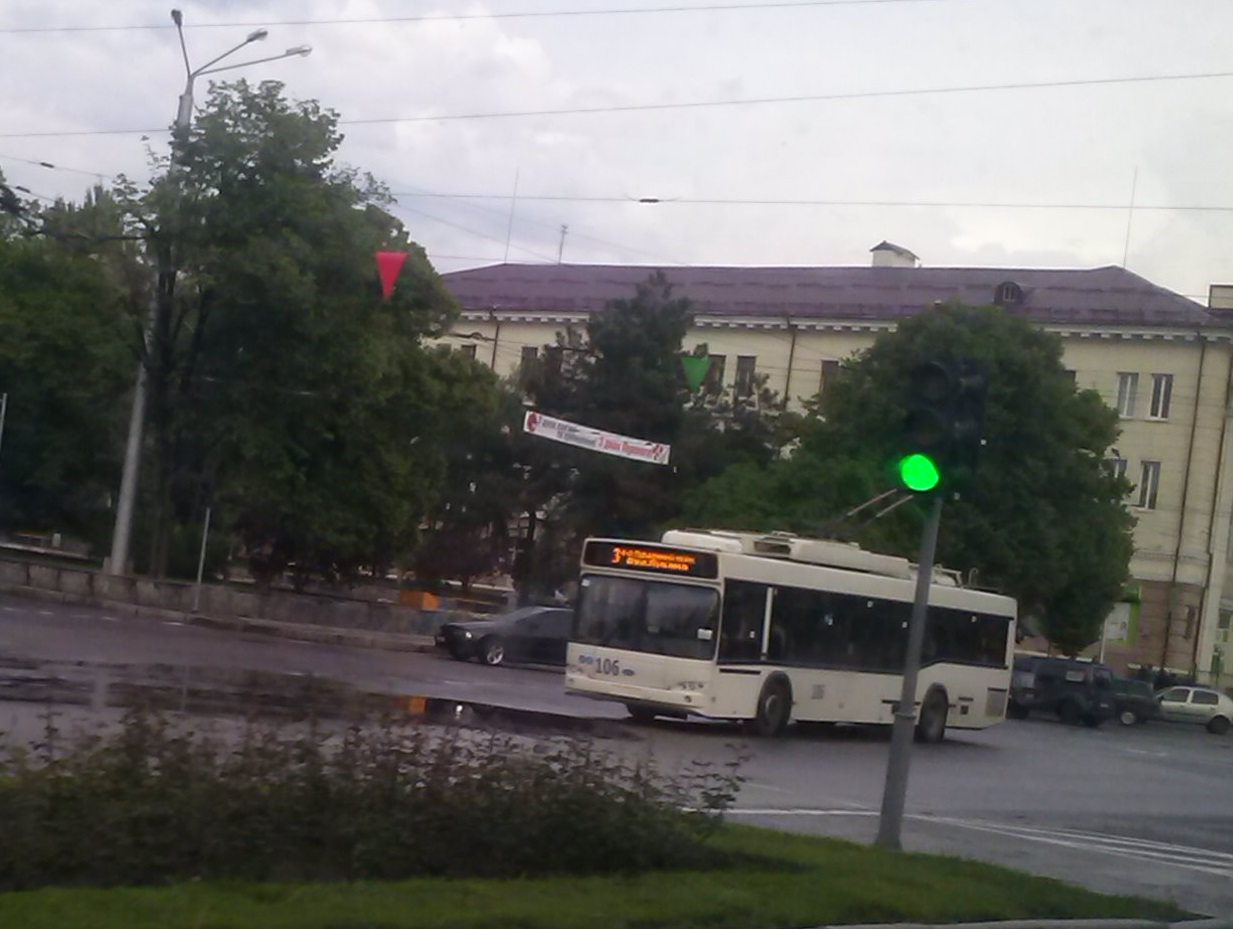
Дніпро Т103 на маршруте № 3

13 августа 2015 года было открыто движение троллейбусов по маршруту № 9 ДК ЗАлК — институт «Цветметавтоматика». Стоимость работ по восстановлению троллейбусного движения по улице Победы составила 2,5 млн грн. Впервые в практике КП «Запорожэлектротранс» на всех остановках троллейбусного маршрута развешаны таблички с поминутным расписанием отправления.
22 октября 2015 года состоялась презентация первого из шести троллейбусов Дніпро Т103 от завода Южмаш (№ 101), оборудованных пандусом, кондиционерами в салоне и в кабине водителя и потреблявших на треть меньше электроэнергии. Стоимость одного троллейбуса составила 3,95 млн грн, всего на приобретение шести троллейбусов из городского бюджета было потрачено 23,7 млн грн.
Также был представлен троллейбус 1988 года выпуска после КВР (№ 554) с новой кабиной, отремонтированным салоном, восстановленным отоплением и отремонтированной электрической частью, обшивкой и восстановлением новых мягких сидений. Стоимость ремонта составила 255 тыс. грн, деньги КП «Запорожэлектротранс» были выделены из бюджета города.
30 октября 2015 года на линию вышли два новых троллейбуса «Дніпро Т103» (презентованный неделей ранее № 101 и № 102).
До конца декабря 2015 года в троллейбусный парк № 1 прибыли все шесть троллейбусов этой модели.
В 2016 году планировалось приобрести 10 троллейбусов Škoda 14Tr, но потом объёмы закупки были уменьшены до 5 единиц — четыре из Пльзеня и один из Братиславы.
Среднесуточный выпуск троллейбусов в 2016 году составил 39 единиц, что на 6 единиц меньше, чем в 2015 году.
С 1 ноября 2017 года решением исполнительного комитета Запорожского городского совета от 20 октября 2017 года № 631 стоимость проезда в электротранспорте возросла с 2 гривен до 3 гривен.
С 1 ноября 2018 года решением исполнительного комитета Запорожского городского совета от 29 октября 2018 года № 473 стоимость проезда в электротранспорте была установлена 4 гривны.

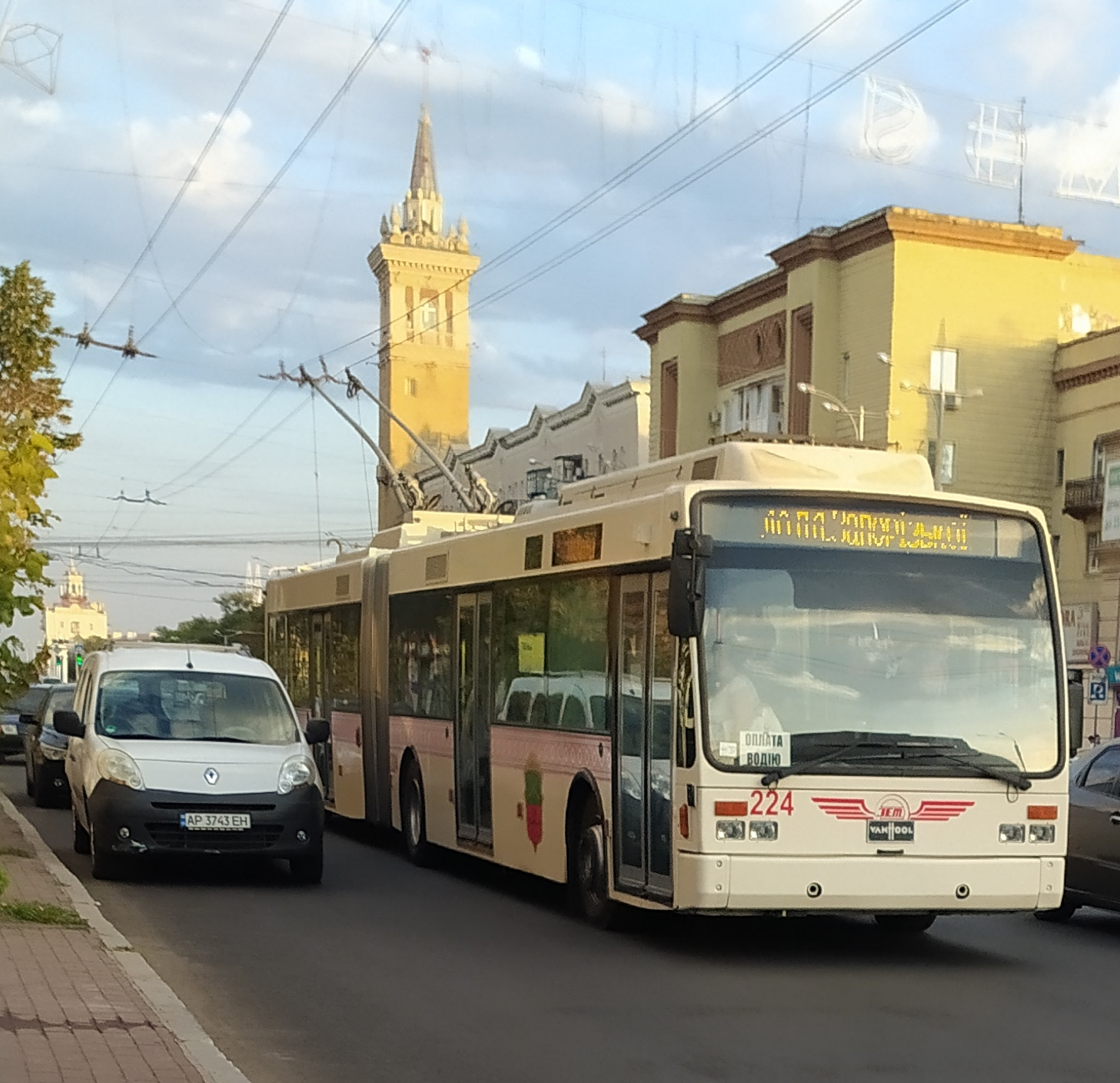
Van Hool AG 300T

13 сентября 2019 года началась эксплуатация пяти приобретённых городом троллейбусов Днепр Т203, два с которых вышли на новый маршрут № 1 (Площадь Профсоюзов — Турбаза «Хортица»). Маршрут № 1 был организован для подвоза рабочих Национального заповедника «Хортица», а также жителей и гостей города которые планируют организовать культурный отдых на острове Хортица.

### 2020-е
1 сентября 2020 года был запущен маршрут № 2 (Бородинский мкрн. — Мебельный магазин). Из-за крутого подъёма по улице Истомина на этом участке маршрута (3,8 км) была проложена контактная сеть. Остальную часть маршрута троллейбус проезжает по существующей контактной сети и на автономном ходу.
Вместе с развитием на различных Интернет-платформах так называемых транспортных блогов, тема запорожского троллейбуса стала популярнее среди транспортных экспертов других городов Украины. По их мнению, троллейбусная система Запорожья является убыточной и нерентабельной. Так, соотношение длины имеющихся контактных сетей, длины действующих маршрутов, количества подвижного состава является очень низким показателем как для города с населением более 700 тыс. человек. При этом запорожский троллейбус имеет огромный потенциал, как вариант абсолютно экологичного и вместительного вида транспорта, который теряется из-за конкуренции с частными перевозчиками. Идеальным выходом из этой ситуации стала бы постепенная замена популярных автобусных направлений, таких как Шевченковский и Хортицкий районы, троллейбусными маршрутами, увеличение подвижного состава на имеющихся маршрутах и отмена маршрутов-дублеров троллейбуса.

## Маршруты
В сентябре 2020 года в Запорожье был утверждён действующий реестр, в который вошли 9 троллейбусных маршрутов:
| №                    | Начальный пункт         | Конечный пункт                      | Примечания |
| Действующие маршруты | Действующие маршруты    | Действующие маршруты                | Действующие маршруты |
| -------------------- | ----------------------- | ----------------------------------- | --- |
| 1                    | Площадь Профсоюзов      | Турбаза «Хортица»                   | Обслуживается тролейбусами «Дніпро Т203». Участок Полукруг — Турбаза «Хортица» обслуживается на автономном ходу. Движение приостановлено с 25.02.2022.      |
| 2                    | Бородинский микрорайон  | Мебельный магазин (Хортицкий район) | Обслуживается троллейбусами «Дніпро т203». Участок ул. Истомина — Мебельный магазин обслуживается на автономном ходу. Движение приостановлено с 25.02.2022. |
| 3                    | Улица Песчаная          | 4-й Южный микрорайон                | |
| 8                    | Симферопольское шоссе   | Завод «Запорожкабель»               | |
| 9                    | ДК «ЗАлК»               | Улица Седова                        | |
| 11                   | Арматурный завод        | Улица Седова                        | |
| 13                   | Павло-Кичкас            | Набережная                          | Маршрут не обслуживается с 19.01.2021. Контактная сеть демонтирована.                                                                                       |
| 14                   | Симферопольское шоссе   | Набережная                          | Через улицу Чумаченко |
| 17                   | Бородинский микрорайон  | Улица Седова                        | |
| Закрытые маршруты    |                         |                                     | |
| 1                    | Набережная              | Комбинат «Запорожсталь»             | Через проспект Металлургов |
| 2                    | Вокзал Запорожье II     | Завод «Запорожкабель»               | Через остров Хортица |
| 4                    | Набережная              | Комбинат «Запорожсталь»             | Через площадь Профсоюзов, отменен в 2004 году |
| 4А                   | Комбинат «Запорожсталь» | Порт им. Ленина                     | |
| 5                    | Улица Чумаченко         | Площадь Ленина                      | В 2000-х годах продлевался до Бородинского микрорайона |
| 6                    | Троллейбусный парк № 2  | Троллейбусный парк № 2              | Через кинотеатр «Космос», кольцевой — по внутреннему кругу, изредка для пробы машин после ремонта                                                           |
| 7                    | Троллейбусный парк № 2  | Вокзал Запорожье II                 | |
| 9А                   | Комбинат «Запорожсталь» | Площадь Ленина                      | Через Соборный проспект |
| 9Б                   | Комбинат «Запорожсталь» | Набережная                          | Через Соборный проспект |
| 10                   | Набережная              | Завод «Кремнийполимер»              | |
| 12                   | Улица Песчаная          | Арматурный завод                    | Отменён в 1998 году |
| 15                   | Улица Чумаченко         | Вокзал Запорожье II                 | |
| 16                   | Вокзал Запорожье II     | Арматурный завод                    | Отменён в 2007 году |
| 18                   | Порт им. Ленина         | Бородинский микрорайон              | |
| 19                   | Порт им. Ленина         | Арматурный завод                    | |
| 20                   | Симферопольское шоссе   | Площадь Ленина                      | |
| 20А                  | Симферопольское шоссе   | Арматурный завод                    | |
| 21                   | Порт им. Ленина         | Завод «Запорожкабель»               | |
| 22                   | Порт им. Ленина         | Улица Песчаная                      | |
| 23                   | Площадь Ленина          | 4-й Южный микрорайон                | В качестве эксперимента работал в 2011 году |
| 24                   | Вокзал Запорожье II     | Арматурный завод                    | Через остров Хортица, 2000—2001 гг. |
| 24                   | Площадь Ленина          | Институт «Цветметавтоматика»        | Работал в середине 1990-х гг. |
| 25                   | Арматурный завод        | Улица Чумаченко                     | |
| 26                   | Набережная              | 4-й Южный микрорайон                | |

## Подвижной состав
| Список подвижного состава по состоянию на 14 ноября 2022 года | Список подвижного состава по состоянию на 14 ноября 2022 года | Список подвижного состава по состоянию на 14 ноября 2022 года | Список подвижного состава по состоянию на 14 ноября 2022 года |
| Модель                                                        | Фото                                                          | Количество                                                    |                                                               |
| ------------------------------------------------------------- | ------------------------------------------------------------- | ------------------------------------------------------------- | ------------------------------------------------------------- |
| ЗиУ-682                                                       |                                                               | 5 (из них 3 на линии)                                         |                                                               |
| ЛАЗ E183                                                      |                                                               | 9 (из них 4 на линии)                                         |                                                               |
| ЮМЗ Т2                                                        |                                                               | 7 (из них 2 на линии)                                         |                                                               |
| Дніпро Т103                                                   |                                                               | 6 (из них 6 на линии)                                         |                                                               |
| Дніпро Т203                                                   |                                                               | 5 (из них 5 на линии)                                         |                                                               |
| Škoda 14TrM                                                   |                                                               | 5 (из них 4 на линии)                                         |                                                               |
| Van Hool AG 300T                                              |                                                               | 8 (из них 5 на линии)                                         |                                                               |
|                                                               | Всего:                                                        | 45 (из них 29 на линии)                                       |                                                               |

| История подвижного состава | История подвижного состава | История подвижного состава | История подвижного состава |
| Модель                     | Годы эксплуатации          | Количество                 | Списание |
| -------------------------- | -------------------------- | -------------------------- | --- |
| МТБ-82                     | 1949—19??                  | 44                         | |
| ЗиУ-5                      | 19??—1986                  | 138                        | |
| Киев-2, Киев-4             |                            | 63                         | |
| Киев-5                     |                            | 27                         | |
| ЗиУ-682Б                   | 1973—1990*                 | 70                         | |
| ЗиУ-682В                   | с 1976                     | 284                        | |
| ЗиУ-682Г                   | с 1991                     | 62                         | |
| ЗиУ-683                    | 1990—2014*                 | 11                         | 10.2010 (№ 643) 06.2012 (№ 629, 631, 653, 685) 21.12.2011 (№ 695) 01.2014 (№ 645, 681, 683, 691, 693)                                                                 |
| ЮМЗ Т1                     | 1992—2016*                 | 12                         | 03.2008 (№ 002) 09.2010 (№ 014) 06.2012 (№ 006, 008) 01.2014 (№ 004, 010, 012, 016, 018, 020, 028). 04.04.2013 (№ 030) — отстранён от эксплуатации, 19.08.2016 списан |
| ЮМЗ Т2                     | с 1994                     | 10                         | |
| ЛАЗ E183                   | с 2006                     | 11                         | |
| Дніпро Т103                | с 30.10.2015*              | 6                          | |
| Škoda 14Tr                 | с 2016                     | 5                          | |
| Днепр Т203                 | c 20.12.2016 С 2019        | 5                          | |
| Van Hool AG 300T           | С 2019                     | 4                          | |

- Старейший и единственный действующий троллейбус ЗиУ-682Б (№ 562), последние машины этой модели были списаны в октябре 1990 года.
- В 2010 году эксплуатация ЗиУ-683 приостановлена; в январе 2014 года списаны последние машины.
- С 4 апреля 2013 года эксплуатация последнего ЮМЗ Т1 (№ 030) также была приостановлена; в 2016 году троллейбус списан.
- Все машины, которых бортовой номер начинается с цифры 1, принадлежат троллейбусному депо 1, а машины у которых бортовой номер начинается с цифры 2, соответственно принадлежат троллейбусному парку 2.

## КП «Запорожэлектротранс»
Запорожское коммунальное предприятие городского электротранспорта «Запорожэлектротранс» занимает особое место среди предприятий, которые предоставляют услуги по перевозке пассажиров. Перевозка наибольшего количества социально незащищенных слоев населения обеспечивается именно трамваями и троллейбусами.
КП «Запорожэлектротранс» — одно из немногих предприятий Украины, которое имеет в своем составе вагоноремонтные мастерские и выполняет самостоятельно капитально-восстановительные ремонты троллейбусов (ежегодно около 25 машин). На предприятии готовят водителей троллейбусов. Только за период с 1992 по 2009 год было обучено 670 человек.
В 2007—2008 годах предприятие «Запорожэлектротранс» было признано лучшим во Всеукраинском смотре-конкурсе, который проводится Министерством по вопросам ЖКХ Украины, ЦК профсоюзов работников ЖКХ Украины и корпорацией «Укрэлектротранс». Первое место в отрасли ЖКХ присуждено коллективу во Всеукраинском конкурсе на лучший коллективный договор по итогам 2007 года.

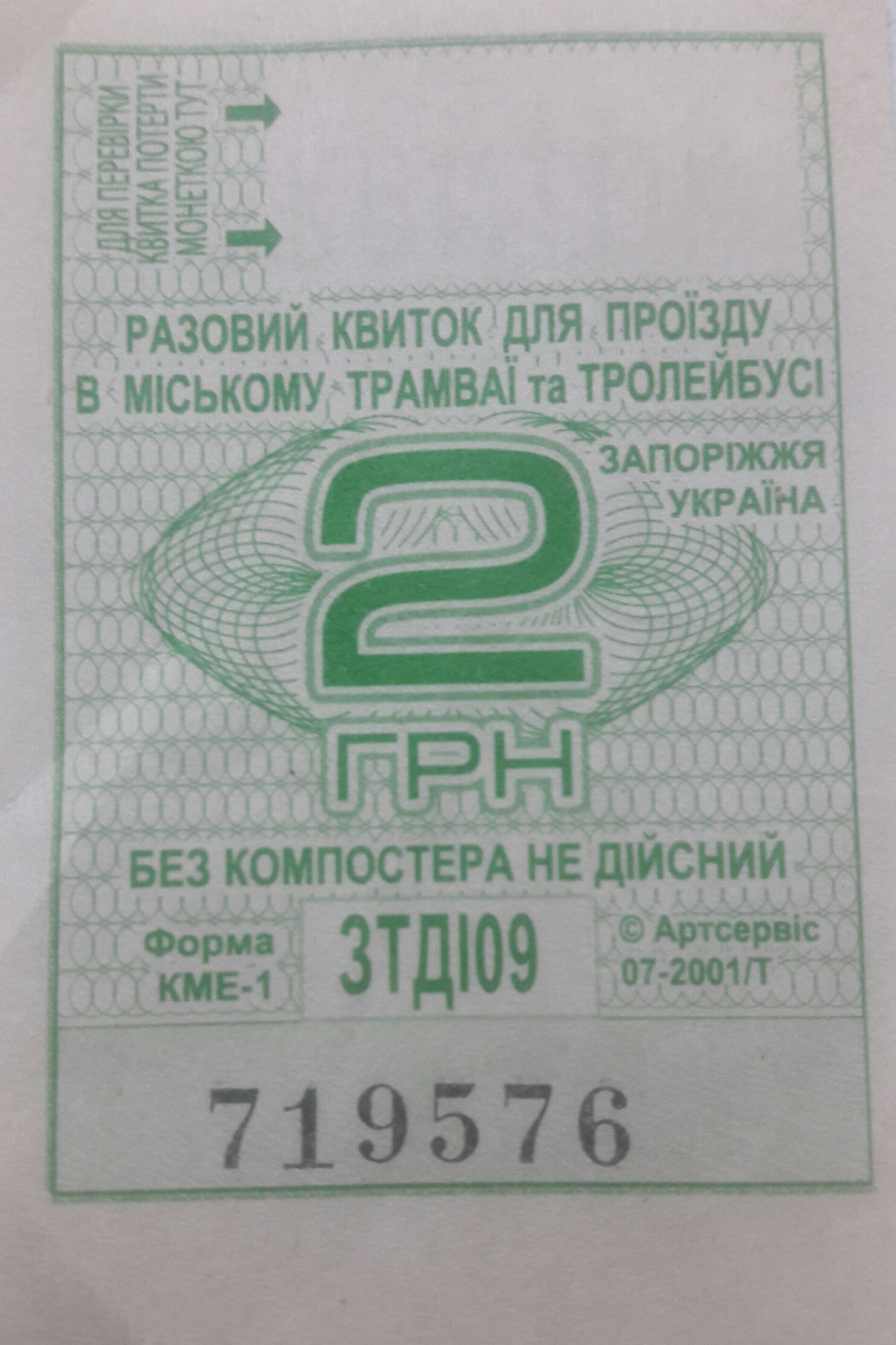
Разовый билет на трамвай-троллейбус (с 11.08.2014)
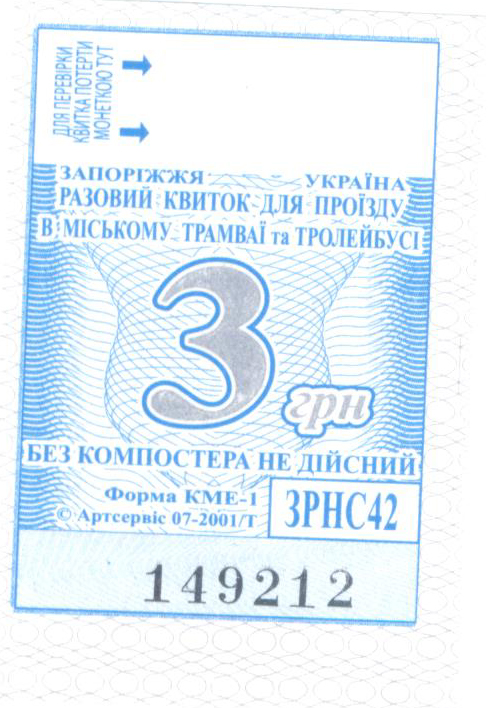
Разовый билет на трамвай-троллейбус (с 01.11.2017)
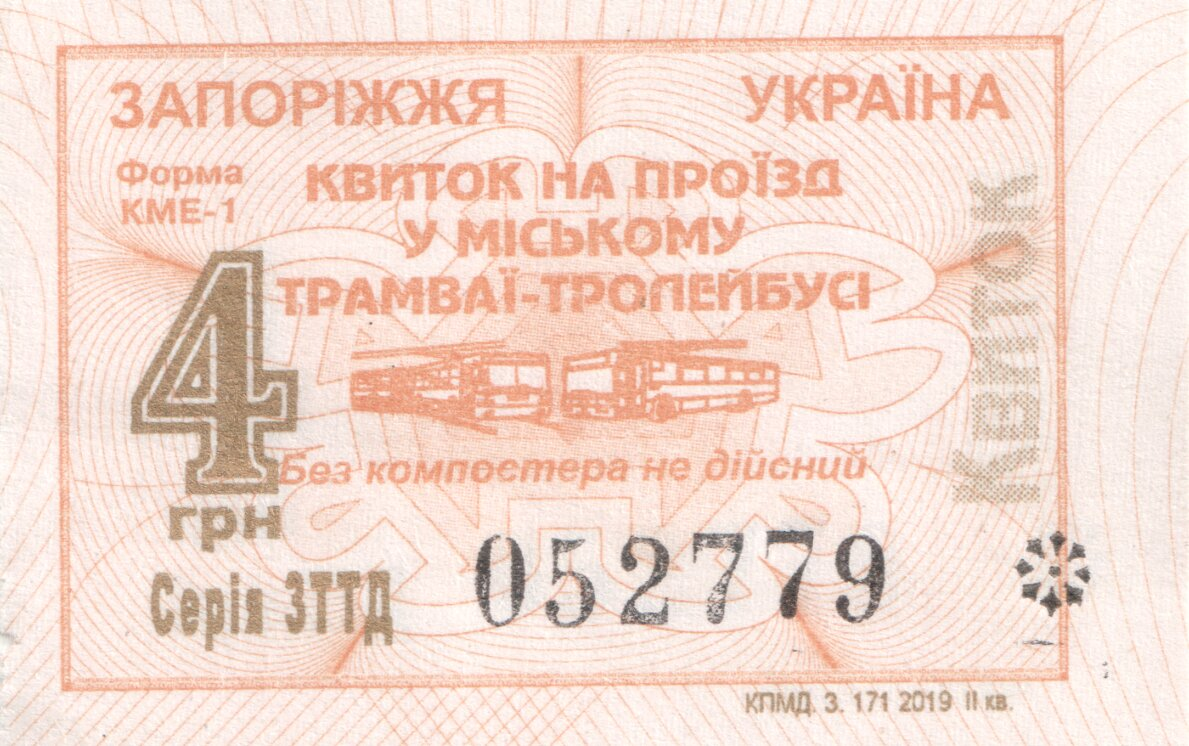
Разовый билет на трамвай-троллейбус стоимостью 4,00 грн (с 01.11.2018)
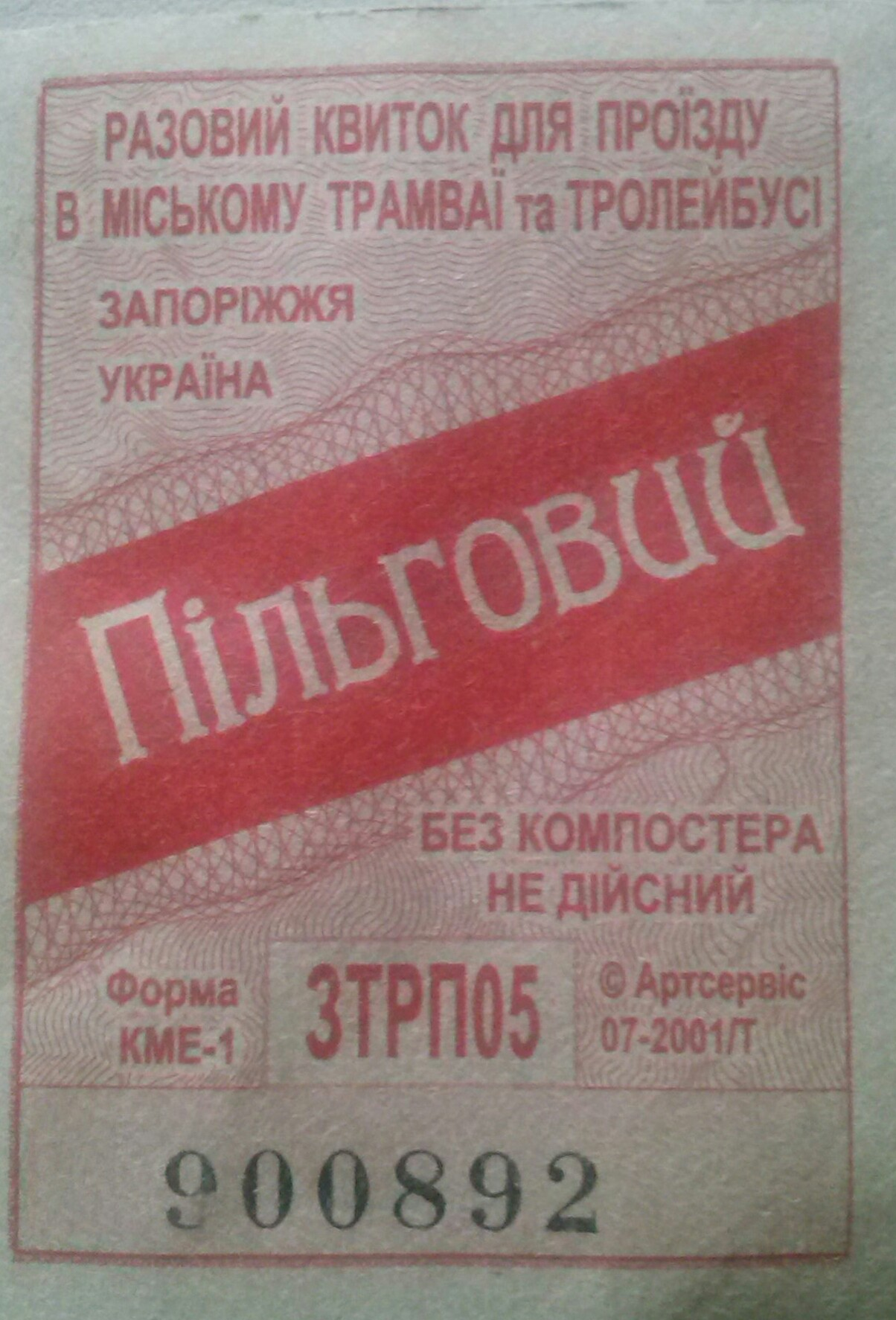
Льготный билет на трамвай-троллейбус (выдавался до 2016 года)

## Депо
- Троллейбусный парк № 1 — 69032, Запорожье, Южное шоссе, 13
- Троллейбусный парк № 2 — 69050, Запорожье, ул. Складская, 13

## Годовой пассажиропоток
| Пассажиропоток (млн чел.) |
|                           |

| Год  | Пассажирооборот (млн пасс. км) | Пассажиропоток (тыс. чел.) | Источник |
| ---- | ------------------------------ | -------------------------- | -------- |
| 2013 | 60,3                           | 18288,3                    | [ 38 ]   |
| 2014 | 58,2                           | 17648,2                    | [ 38 ]   |
| 2015 | 64,8                           | 19633,8                    | [ 39 ]   |
| 2016 | 54,0                           | 16355,2                    | [ 40 ]   |
| 2017 | 52,5                           | 15915,5                    | [ 41 ]   |
| 2018 | 44,1                           | 13374,4                    | [ 42 ]   |
| 2019 | 38,5                           | 11674,7                    | [ 43 ]   |
| 2020 | 20,2                           | 6119,1                     | [ 6 ]    |